# Chonuu
Chonuu è un villaggio (selo) della Jacuzia nordorientale. È il capoluogo dell'ulus Momskij.
Il villaggio ha una popolazione di circa 2.500 abitanti.